# Danao
Danao – miasto trzeciej klasy na Filipinach, w regionie Środkowe Visayas, na wschodnim wybrzeżu wyspy Cebu (nad Morzem Camotes), w prowincji Cebu. Należy do obszaru Metro Cebu. Liczy 119 tys. mieszkańców (2010). Od pierwszej dekady XX wieku jest miejscem produkcji pistoletów.
Danao jest podzielone na 42 barangaye:

- Baliang
- Bayabas
- Binaliw
- Cabungahan
- Cagat-Lamac
- Cahumayan
- Cambanay
- Cambubho
- Cogon-Cruz
- Danasan
- Dungga
- Dunggo-an
- Guinacot
- Guinsay
- Ibo
- Langosig
- Lawaan
- Licos
- Looc
- Magtagobtob
- Malapoc
- Manlayag
- Mantija
- Masaba
- Maslog
- Nangka
- Oguis
- Pili
- Poblacion
- Quisol
- Sabang
- Sacsac
- Sandayong Norte
- Sandayong Sur
- Santa Rosa
- Santican
- Sibacan
- Suba
- Taboc
- Taytay
- Togonon
- Tuburan Sur